# Elke van Gorp
Elke van Gorp (Turnhout, Bélgica; 15 de mayo de 1995) es una futbolista belga. Juega como delantera en la selección de Bélgica y en el RSC Anderlecht de la Super League Vrouwenvoetbal de Bélgica.

## Clubes
| Club           | País    | Año         |
| -------------- | ------- | ----------- |
| Lierse SK      | Bélgica | 2012 - 2016 |
| AA Gent        | Bélgica | 2016 - 2017 |
| RSC Anderlecht | Bélgica | 2017 -      |

## Títulos

### Campeonatos nacionales
| Título          | Club      | País    | Temporada |
| --------------- | --------- | ------- | --------- |
| Copa de Bélgica | Lierse SK | Bélgica | 2015      |
| Copa de Bélgica | Lierse SK | Bélgica | 2016      |